# Pariana ligulata
Pariana ligulata är en gräsart som beskrevs av Jason Richard Swallen. Pariana ligulata ingår i släktet Pariana och familjen gräs. Inga underarter finns listade i Catalogue of Life.